# Roberto de Sousa Causo
Roberto de Sousa Causo (São Bernardo do Campo, 27 de outubro de 1965) é um escritor e editor brasileiro de ficção científica, fantasia e horror. Nascido na Grande São Paulo, mudou-se com menos de um ano para Sumaré, no interior do estado, onde cresceu. Casou-se com a também escritora de ficção científica Finisia Fideli em 1991, quando passou a viver em São Paulo, capital. Formou-se em Letras pela Faculdade de Filosofia, Ciências e Letras da Universidade de São Paulo, e obteve o título de Doutor em Letras pela mesma instituição em 2013.[carece de fontes?]

## Carreira
Causo foi atendente de biblioteca, ilustrador editorial e publicitário (free-lancer), antes de publicar profissionalmente o seu primeiro trabalho, o conto A Última Chance (1989), na revista semiprofissional francesa Antarès—Science fiction et fantastique sans frontières fundada por ada por Jean-Pierre Moumon. Em 1988, funda com Sérgio Roberto L. Costa e Maria Ângela C. Bussolotti, Caio Cardoso Sampaio o primeiro grupo de interesse em Perry Rhodan dentro do Clube de Leitores de Ficção Científica, e editou o fanzine O Rhodaniano.  Também é 1988, cria o Prêmio Nova de Ficção Científica no seu fanzine Anuário Brasileiro de Ficção Científica.
Desde então tem publicado histórias profissionalmente com constância. Teve contos impressos em publicações tão variadas quanto Playboy, Isaac Asimov Magazine (editada no Brasil pela Editora Record), Cult: Revista Brasileira de Cultura, Ficções: Revista de Contos, Rascunho: O Jornal de Literatura do Brasil, Dragão Brasil, Histórias Extraordinárias, Quark e Táquion.[carece de fontes?]
Em 1997, em parceria com Edgard Guimarães edita de forma independente, a Biblioteca Essencial da Ficção Científica Brasileira, publicando estudos, catálogos e ensaios de autores da ficção científica brasileira  e reeditando o livro Introdução ao Estudo da "Science Fiction" de André Carneiro, publicado originalmente em 1967.
Seus contos apareceram em revistas e livros na Argentina, Brasil, Canadá, China, Cuba, Espanha, Estados Unidos, Finlândia, França, Grécia, Hungria, Portugal (com A Dança das Sombras, seu primeiro livro de contos), República Tcheca e Rússia.[carece de fontes?] Foi um dos classificados no Prêmio Jerônimo Monteiro, da Isaac Asimov Magazine, e no III Festival Universitário de Literatura, com a novela de ficção científica Terra Verde; foi o ganhador do Projeto Nascente 11 (promovido pela Pró-Reitoria de Cultura da USP; 2001) na categoria Melhor Texto, com a O Par: Uma Novela Amazônica, publicada em 2008 pela Associação Editorial Humanitas, da Faculdade de Letras da Universidade de São Paulo.[carece de fontes?]
Manteve coluna semanal sobre ficção científica e fantasia no Terra Magazine, a revista eletrônica criada pelo jornalista Bob Fernandes para o Portal Terra. Anteriormente, teve coluna sobre FC e fantasia na revista Livro Aberto (de julho de 2000 a março de 2001), e atualmente mantém uma coluna equivalente na versão brasileira de Perry Rhodan pela SSPG Editora.[carece de fontes?]
Também colaborou com artigos e resenhas em jornais e revistas, do Brasil e do exterior, como o extinto "Caderno de Sábado" do Jornal da Tarde, o "Fim de Semana" do jornal Gazeta Mercantil, "Mais!" do jornal Folha de S.Paulo, o Jornal de Letras e o D. O. Leitura, as revistas Cult, Palavra, Ciência Hoje, Isaac Asimov Magazine, Quark, Science Fiction Studies, Extrapolation, Antarès, Crop (do Departamento de Inglês da FFLCH/USP), etc. Faz parte dos conselho editoriais das revistas acadêmicas eletrônicas Zanzalá (criada pelo Prof. Alfredo Suppia) e Alambique (da University of South Florida), para os quais também colaborou com textos. Faz parte do grupo de pesquisa Nós no Insólito, da Universidade do Estado do Rio de Janeiro.[carece de fontes?]
Em 2015, colabora com o site Who's Geek e publica o artigo "Une histoire de la science-fiction brésilienne" na revista francesa Galaxies Science Fiction.[carece de fontes?]
Causo também exerceu atividades editoriais relacionadas à ficção científica e fantasia no Brasil, como editor de ficção da revista Quark, editor de contos da revista Perry Rhodan e coordenador editorial do selo Pulsar da Devir Livraria, de São Paulo. [carece de fontes?]
O primeiro romance do autor chamou-se A Corrida do Rinoceronte (Devir, 2005), uma combinação de fantasia contemporânea e ficção científica. Roberto de Sousa Causo foi escolhido "Personalidade do Ano de 2004" pelos editores do Anuário Brasileiro de Literatura Fantástica.[carece de fontes?]

### Séries
No século XXI, Causo tem se dedicado particularmente a três séries de histórias: "A Saga de Tajarê", de fantasia heroica; "Shiroma, Matadora Ciborgue", de ficção científica do tipo space opera; e "As Lições do Matador", de ficção científica do tipo space opera militar.[carece de fontes?]
Chama "A Saga de Tajarê" de "borduna & feitiçaria", em contraste à "espada & feitiçaria" tradicional e em alusão ao seu projeto de fusão de folclore indígena e geografia brasileira, aos temas e leitmotifs da fantasia heróica dos países anglo-americanos. As duas primeiras histórias da série, "A Sombra dos Homens" e "Sangue no Grande Rio" apareceram na revista de RPG Dragão Brasil números 5 e 20, respectivamente, e mais tarde, com o conto "A Bênção das Águas" e a novela "Sangue no Grande Rio", no fix-up de histórias A Sombra dos Homens (2004). A série teve prosseguimento com a noveleta "A Travessia", publicada em Duplo Fantasia Heroica: O Encontro Fortuito de Gerard van Oost e Oludara/A Travessia (com Christopher Kastensmidt), e "Encontros de Sangue", em Duplo Fantasia Heroica 2: A Batalha Temerária Contra o Capelobo/Encontros de Sangue (com Christopher Kastensmidt).[carece de fontes?]
A série "Shiroma, Matadora Ciborgue" é protagonizada por Bella Nunes (codinome Shiroma), uma assassina relutante. As histórias apareceram no Projeto Portal de revistas semestrais editadas por Nelson de Oliveira, de 2008 a 2010 — seis contos publicados no total, como parte dessa iniciativa. A série partilha do mesmo cenário que "As Lições do Matador", planejada série protagonizada pelo herói espacial Jonas Peregrino. A primeira história de "As Lições do Matador" foi a noveleta "Descida no Maelström" (2009), com elementos de ficção científica hard, seguida por "Trunfo de Campanha" (2011), "A Alma de um Mundo" (2012), "Tengu e os Assassinos" (2013), "Garimpeiros" (2020), "Areias Eternas" (2021), "Mercenários" (2023) e "Nomes no Tempo" (2023). Em 2013 publica o romance curto Glória Sombria: A Primeira Missão do Matador, um finalista do Prêmio Argos de Literatura Fantástica, seguido da coletânea ou romance fix-up Shiroma, Matadora Ciborgue (2015), e do segundo romance das Lições do Matador, Mestre das Marés (2018), finalista do Prêmio Odisseia de Literatura Fantástica. Três contos de Shiroma, Matadora Ciborgue também foram vistos na versão brasileira de Perry Rhodan publicada pela SSPG. Em 2020, lançou a noveleta Shiroma: Phoenix Terra , uma finalista do Prêmio Argos de Literatura Fantástica, no formato e-book.
As séries As Lições do Matador e Shiroma, Matadora Ciborgue compõem o universo ficcional de space opera Universo GalAxis.

### Horror
Causo foi altamente influenciado pela série de televisão Além da Imaginação (The Twilight Zone; 1959-1964), criada por Rod Serling, com episódios que frequentemente combinavam fantasia, ficção científica e horror, em situações contemporâneas.[carece de fontes?] A influência se estende aos escritores dessa série, Richard Matheson, Charles Beaumont, Ray Bradbury e o próprio Rod Serling. Em 1990, Causo descobriu Stephen King, o autor mais influente sobre a sua literatura de horror e dark fantasy. A maior parte das suas histórias nessa linha estão reunidas na coletânea A Dança das Sombras (1999), também com histórias de ficção científica, publicada em Portugal na coleção Caminho Ficção Científica (N.º 189). Publicou o romance de dark suspense Anjo de Dor (2009) e o romance de Fantasia sombria Mistério de Deus (2017), interligados. Em 2022, publicou o conto "Filho da Argila" na antologia Narrativas do Medo 4, editada por Vitor Abdala. No mesmo ano, publicou o conto "Trem de Consequências" na antologia The Valancourt Book of World Horror Stories Volume Two, de James D. Jenkins & Ryan Cagle, eds.; também publicada na Hungria, em 2025.[carece de fontes?]

### Premiações em Concursos
- Prêmio Jerônimo Monteiro, terceiro lugar com a noveleta "Patrulha para o Desconhecido", em 1991.[carece de fontes?]
- 3.º Festival Universitário de Literatura, um de cinco classificados, com a novela Terra Verde, em 2000.[carece de fontes?]
- Projeto Nascente 11: Melhor texto, com a novela "O Par", em 2001.[carece de fontes?]

### Ficção Curta
- "A Última Chance". Antarès — Science Fiction et Fantastic sans Frontieres N.° 34. Associacion Antarès, Chemin Calabro (França), 1989. Conto.
- "Duelo Neural". Os Guerreiros de Jobah — Um Mundo de Aventuras N.° 1, ICEA, Campinas-SP, 1990. Conto.

"Duelo Neural". OMNIA N.° 34, setembro de 1991, MFCR, Sociedade de Estudos e Publicações, Lisboa (Portugal).
"Duelo Neural". Publicado como "Duel Neuronique". Antarès — Science Fiction sans Frontieres N.° 45. Associacion Antarès, Chemin Calabro (França), 1994.
- "Patrulha para o Desconhecido". Isaac Asimov Magazine N.° 14, Editora Record, Rio de Janeiro-RJ, 1991. Texto Terceiro Colocado no Prêmio Jerônimo Monteiro. Noveleta.
- "Infiltrado". Rio Arte & Literatura, dezembro de 1991, Rio de Janeiro-RJ, 1992. Conto.

"Infiltrado". Dragão Brasil N.° 4, Editora Trama, São Paulo-SP, janeiro de 1995.
"Infiltrado". in A Dança das Sombras, Roberto de Sousa Causo. Lisboa: Caminho Editorial, Caminho Ficção Científica N.º 189, julho de 1999.
"Infiltrado". Terra Magazine, 19 de abril de 2008, https://archive.is/M28Pk
- "Capacetes Azuis, Verdes e Amarelos". Antologia Tríplice Universo, Ficção Científica GRD N.° 14, Edições GRD, São Paulo-SP, 1993. Conto.

"Capacetes Azuis, Verdes e Amarelos". Antologia O Atlântico Tem Duas Margens: Antologia da Novíssima Ficção Científica Portuguesa e Brasileira, José Manuel Morais, ed., Caminho Ficção Científica N.° 155, Caminho Editorial, Lisboa (Portugal), 1993.
- "O Bêbado-de-Pancada". Publicado como "A Moça que Veio Depois do Último Round". Playboy de abril de 1994, N.° 255, Editora Abril, São Paulo-SP. Conto.

"O Bêbado-de-Pancada". In A Dança das Sombras, Roberto de Sousa Causo. Lisboa: Caminho Editorial, Caminho Ficção Científica N.º 189, julho de 1999.
- "O Mar da Dança do Sol". In Dinossauria Tropicalia, Roberto de Sousa Causo, ed., Ficção Científica GRD N.° 18, Edições GRD, São Paulo-SP, 1994. Conto.
- "Save the Wolves". In ConAdian Souvenir Book, 52a. Convenção Mundial de Ficção Científica, Conadian A, Inc., Winnipeg (Canadá), 1994. Conto.
- "A Sombra dos Homens". Dragão Brasil N.° 5, Editora Trama, São Paulo-SP, fevereiro de 1995. Conto.

"A Sombra dos Homens". In A Sombra dos Homens, Roberto de Sousa Causo. São Paulo: Devir, maio de 2004. Ilustrações internas de R. S. Causo.
- "Tekoa". Só Aventuras N.° 1, Editora Trama, São Paulo-SP, março de 1995. Conto.
- "Trilhas Cruzadas". Dragão Brasil N.° 10, Editora Trama, São Paulo-SP, agosto de 1995. Conto.
- "História de Amores e Retribuições". Best View N.° 6, FC Editora, Rio de Janeiro-RJ, agosto de 1995. Conto.

"História de Amores e Retribuições". In A Dança das Sombras, Roberto de Sousa Causo. Lisboa: Caminho Editorial, Caminho Ficção Científica N.º 189, julho de 1999.
"História de Amores e Retribuições". Publicado como "Conte d’amour et de châtiment". Ténèbres: Fantastique, Dark Fantasy & Suspense N.° 8, outubro, novembro e dezembro de 1999. Nancy: França, Lueurs Mortes (com a ajuda do Centre National du Livre).
"História de Amores e Retribuições" Publicado como "MIA IΣTOPIA EPΩTA KAI EKΔIKHΣHΣ". Eleftherotypia – "9" N.º 237, de 26 de Janeiro de 2005. Atenas, Grécia: Tegopoulos Editions S.A.
- "A Mulher". Neo-Interativa (revista em CD-ROM) N.° 7, Nova Mídia Editorial, São Paulo, dezembro de 1995. Conto.

"A Mulher". In Como Era Gostosa a minha Alienígena! Antologia de Contos Eróticos Fantásticos, Gerson Lodi-Ribeiro, ed. São Caetano do Sul: Editora Ano Luz, primeira quinzena de fevereiro de 2003.
- "Sangue no Grande Rio". Dragão Brasil N.° 20, Editora Trama, São Paulo, setembro de 1996. Conto.

"Sangue no Grande Rio". In A Sombra dos Homens, Roberto de Sousa Causo. São Paulo: Devir, maio de 2004. Ilustrações internas de R. S. Causo.
- "A Vitória dos Minúsculos". Nossas Edições N.° 4, Editora Legmar, São Paulo, julho de 1997. Conto.

"A Vitória dos Minúsculos". Dragão Brasil N.° 38, Editora Trama, São Paulo, maio de 1998.
"A Vitória dos Minúsculos". In A Dança das Sombras, coletânea de contos. Lisboa: Caminho Editorial, Caminho Ficção Científica N.º 189, julho de 1999.
"A Vitória dos Minúsculos". Terra Magazine, revista eletrônica do Portal Terra, 10 de novembro de 2007 
- "Terra de Lobos". Magma N.° 4. Programa de Pós-Graduação do Departamento de Teoria Literária e Literatura Comparada da Faculdade de Letras da Universidade de São Paulo, 1997. Conto.

"Terra de Lobos". In A Dança das Sombras, Roberto de Sousa Causo. Lisboa: Caminho Editorial, Caminho Ficção Científica N.º 189, julho de 1999.
- "Foo Fighters". Publicado com o título de "O Sequestro Misterioso". Science Fiction World N.° 137, setembro de 1997, Chengdu Sichuan, China. Conto.
- "The Most Beautiful Woman in the World". Science Fiction World N.° 139, dezembro de 1997, Chengdu Sichuan, China. Conto.

"The Most Beautiful Woman in the World". Publicado em inglês e em português, como "A Mulher Mais Bela do Mundo". Fronteiras, António de Macedo, ed. Simetria – Associação Portuguesa de Ficção Científica, Cascais, Portugal, setembro de 1998.
"A Mulher Mais Bela do Mundo". Publicado como "La muher más hermosa del mundo". Samizdat N.° 9. Buenos Aires, Argentina: Samizdat Ediciones.
"A Mulher Mais Bela do Mundo". Publicado como 'La plus belle femme au monde". In Utopiae 2002, Bruno della Chiesa, ed. Nantes: Librairie l’Atalante, outubro de 2002.
"A Mulher Mais Bela do Mundo", conto de ficção científica, como "H OMOPFOTEPH GYNAIKA TOY KOSMOY". Eleftherotypia – "9" N.° 168, de 24 de Setembro de 2003. Atenas, Grécia: Tegopoulos Editions S.A. Traduzido por George Goulas.
"A Mulher Mais Bela do Mundo", conto de ficção científica. Na revista russa Esli N.º 132, Fevereiro de 2004. Moscou.
"The Most Beautiful Woman in the World". Yawp N.º 2, revista dos alunos de Graduação da Área de Estudos Lingüísticos e Literários em Inglês, FFLCH-USP, São Paulo, segundo semestre de 2006.
"A Mulher Mais Bela do Mundo". In Os Melhores Contos Brasileiros de Ficção Científica, Roberto de Sousa Causo, ed. São Paulo: Devir Livraria, fevereiro de 2008.
“The Most Beautiful Woman in the World”. In InterNova: International Science Fiction, 5 de outubro de 2010, http://nova-sf.de/internova/?p=185#more-185
- Vôo Sobre o Mar da Loucura. Coleção Império Volume 1, M&C Editora, agosto de 1998, São Paulo. Noveleta.

"Vôo Sobre o Mar da Loucura". In A Dança das Sombras, Roberto de Sousa Causo. Lisboa: Caminho Editorial, Caminho Ficção Científica N.º 189, julho de 1999.
- "What Immortal Hand or Eye". Publicada como "Která dlan ci který zrak". Ikarie, agosto de 1998. República Checa. Conto.

"What Immortal Hand or Eye". Science Fiction World, segundo semestre de 1998. Chengdu Sichuan, China.
"What Immortal Hand or Eye". Tähtivaeltaja N.° 3, segundo semestre de 1999. Helsinki: Finlândia, Hensinki Science Fiction Seura Ry.
- "Os Fantasmas da Serra". In Estranhos Contatos: Um Panorama da Ufologia em 15 Narrativas Extraordinárias. Caioá Editora, dezembro de 1998, São Paulo. Conto.

"Os Fantasmas da Serra". In A Dança das Sombras, Roberto de Sousa Causo. Lisboa: Caminho Editorial, Caminho Ficção Científica N.º 189, julho de 1999.
- "Encontro no Vigésimo Oitavo Andar". Publicado como "Encontro Imediato. In Encontro Imediato, sob o pseudônimo de "Ronaldo Sèmper Fidelis". M&C Editora, janeiro de 1999, São Paulo. Noveleta.

"Encontro no Vigésimo Oitavo Andar". In A Dança das Sombras, Roberto de Sousa Causo. Lisboa: Caminho Editorial, Caminho Ficção Científica N.º 189, julho de 1999.
- A Deusa do Amor. Sob o pseudônimo de "Jeremias Moranu". Cristal Editora, fevereiro de 1999, São Paulo. Novela.
- "O Beijo da Locomotiva". In A Dança das Sombras, Roberto de Sousa Causo. Lisboa: Caminho Editorial, Caminho Ficção Científica N.º 189, julho de 1999. Conto.

"O Beijo da Locomotiva". In Cult N.° 28, novembro de 1999. São Paulo: Lemos Editorial.
"O Beijo da Locomotiva". In Coleção Cult 2, CD-ROM vendido juntamente com Cult — Revista Brasileira de Literatura N.° 53, Lemos Editorial, dezembro de 2001.
- "Trem de Consequências". In A Dança das Sombras, Roberto de Sousa Causo. Lisboa: Caminho Editorial, Caminho Ficção Científica N.º 189, julho de 1999. Conto.
- "Parada 93". In A Dança das Sombras, Roberto de Sousa Causo. Lisboa: Caminho Editorial, Caminho Ficção Científica N.º 189, julho de 1999. Noveleta.

Parada 93. São Paulo: Editora Draco, Contos do Dragão, 1.ª edição digital, 20 de março de 2013, 1360 KB. Noveleta.
- "Mistérios no Fim da História". In A Dança das Sombras, Roberto de Sousa Causo. Lisboa: Caminho Editorial, Caminho Ficção Científica N.º 189, julho de 1999. Conto.
- "Acenda uma Fogueira". In A Dança das Sombras, Roberto de Sousa Causo. Lisboa: Caminho Editorial, Caminho Ficção Científica N.º 189, julho de 1999. Conto.

"Acenda Uma Fogueira". Quark N.° 8, Volume 1. São Caetano do Sul: agosto de 2001, MB Editora, primeira quinzena de agosto de 2001.
- Terra Verde. São Paulo: Editora Cone Sul/Xerox do Brasil, 21 de fevereiro de 2000. Uma das novelas classificadas no III Festival Universitário de Literatura.
- "O Salvador da Pátria". In Phantastica Brasiliana: 500 Anos de Histórias Deste e Doutros Brasis, Gerson Lodi-Ribeiro & Carlos Orsi Martinho, eds. São Caetano do Sul: Grupo Pecas/Editora Ano-Luz, 17 de março de 2000. Conto.
- "De Quatro no Espaço". Fruto Proibido N.° 4, abril/maio/junho de 2000. São Paulo: M&C Editora, segunda quinzena de abril de 2000. Conto.
- "Pasta Z: O Caso Graciela". Quark N.° 4, Volume 1, Ano 1. São Caetano do Sul: MB Editora, primeira quinzena de março de 2001. Conto.
- "A Memória da Espada". O Universo Fantástico de Tolkien N.° 6, Volume 1, Ano 1. Barueri-SP: Camargo & Moraes Editora, segunda quinzena de maio de 2002. Conto.
- "Lágrimas de Mercúrio". Perry Rhodan Ciclo "Afilia" Vol. 1, episódio 700. Belo Horizonte: SSPG, outubro de 2003. Conto.
- "O Bebedor de Almas". Publicado como "Le buveur d’âmes". Asphodale N.° 5, outubro de 2003. Laxou, França: Imaginaires Sans Frontières Éditions. Traduzido por Pedro Mota. Conto.

"O Bebedor de Almas”. In Rumo à Fantasia, Roberto de Sousa Causo, ed. São Paulo: Devir Livraria, 2008. Conto.
"O Bebedor de Almas". In Crônicas de Espada e Feitiçaria, Cesar Alcázar, ed. Curitiba: Editora Arte & Letra, abril de 2013. Conto.
- "Inércia, pois". Perry Rhodan Ciclo "Afilia" Vol. 9. Belo Horizonte: SSPG, março de 2004. Conto.

"Inércia, pois". Terra Magazine, 24 de outubro de 2009, https://archive.is/fXv76.
- "A Bênção das Águas". In A Sombra dos Homens, Roberto de Sousa Causo. São Paulo: Devir, maio de 2004. Ilustrações internas de R. S. Causo. Conto.
- "Olhos de Fogo". In A Sombra dos Homens, Roberto de Sousa Causo. São Paulo: Devir, maio de 2004. Ilustrações internas de R. S. Causo. Novela.
- "O Asteróide da Cobiça". Perry Rhodan Ciclo "Afilia" Vol. 13. Belo Horizonte: SSPG, maio de 2004." Conto.

"O Asteróide da Cobiça" (expandido). Publicado como "Ο АΣΤΕΡΟΙΔΗΣ THΣ AΠΛΗΣTIAΣ". Eleftherotypia – "9" N.º 295, de 15 de Março de 2006. Atenas, Grécia: Tegopoulos Editions S.A.
- "No Começo de Tudo". Perry Rhodan Ciclo "Afilia" Vol. 37. Belo Horizonte: SSPG, julho de 2005. Conto.

"No Começo de Tudo". Jovem Pam Ano 3, N.º 15. São Paulo: Editora Bregantini, julho de 2005.
- "Tasmânia". Revista Pesquisa FAPESP N.º 118, Dezembro de 2005. São Paulo, Fundação de Amparo à Pesquisa do Estado de São Paulo. Conto.

"Tasmânia". Terra Magazine, revista eletrônica do Portal Terra, 6 de novembro de 2010, https://archive.is/VOoYx
- "Brasa 2000". Ficções: Revista de Contos, Ano VIII, N.º 15, Editora 7 Letras, julho de 2006. Conto.

"Brasa 2000". In Qubit: Antología de la nueva ciencia ficción latinoamericana, Raúl Aguiar, ed. La Habana: Casa de las Americas, 2011.
- "Pelos Dentes da Baleia". Terra Magazine, revista eletrônica do Portal Terra, 23 de dezembro de 2006: https://archive.is/rJwj5. Conto.

"Pelos Dentes da Baleia". In Ficção de Polpa Volume 3, Samir Machado de Machado, ed. Porto Alegre: Não Editora, maio de 2009.
- "Mi casa, su casa". Terra Magazine, revista eletrônica do Portal Terra, 10 de fevereiro de 2007: https://archive.is/28QVq. Conto.

"Mi casa, su casa". Revista Eleftherotypia – "9" N.º 454. Atenas, Grécia: Tegopoulos Editions S.A.
- "A Parte que Faltava". Terra Magazine, revista eletrônica do Portal Terra, 6 de outubro de 2007  Conto.
- "O Preço da Utopia". Publicado como "El precio de la utopia" in Grageas: 100 cuentos breves de todo el mundo, Sergio Gault vel Hartman, ed. Conto.

Publicado como "Utopia Não É Igual para Todos". Terra Magazine, 8 de maio de 2010, https://archive.is/umi7y
- "O Laboratório do Dr. Frankenstein". Terra Magazine, revista eletrônica do Portal Terra, 22 de dezembro de 2007  e  Conto.
- "Pelo Bosque, até o Lar". Rascunho: O Jornal de Literatura do Brasil N.º 97, maio de 2008, ano 9. Curitiba: Editora Letras & Livros.  Noveleta.
- O Par: Uma Novela Amazônica. São Paulo: Associação Editorial Humanitas, junho de 2008, 136 páginas. Novela ganhadora do Projeto Nascente 11, 2001.
- "Rosas Brancas". Revista Portal Solaris, Nelson de Oliveira, ed. São Paulo: julho de 2008. Conto.

“Rosas Brancas”. In Terra Magazine, 4 de novembro de 2010, 
“Rosas Brancas”. In Trasgo https://archive.is/GFWrQhttp://trasgo.com.br/rosas-brancas/
- "Concha do Mar". Revista Portal Neuromancer, Nelson de Oliveira, ed. São Paulo: dezembro de 2008. Conto.

"Concha do Mar". Terra Magazine, 12 de março de 2011, https://archive.is/ybLxa
- "Dactilomancia". Terra Magazine, 28 de março de 2009, https://archive.is/RmQJr. Conto.
- "O Novo Protótipo". Revista Portal Stalker, Nelson de Oliveira, ed. São Paulo: julho de 2009. Conto.

"O Novo Protótipo". Terra Magazine, 7 de maio de 2011, https://archive.is/AMXdL
- "O Plano de Robida: un voyage extraordinaire". In Steampunk: Histórias de um Passado Extraordinário, Gianpaolo Celli, ed. São Paulo: Tarja Editorial, 2009. Noveleta.
- "Pelos Dentes da Baleia". In "Ficção de Polpa: vol. 3". Porto Alegre: Não Editora, 2009. Conto.
- "Descida no Maelström". In Futuro Presente, Nelson de Oliveira, ed. Rio de Janeiro: Editora Record, 2009. Noveleta.
- "O Toque do Real: Óleo sobre Tela". In Imaginários Volume 1, Saint-Clair Stockler, Tibor Moricz & Eric Novello, eds. São Paulo: Editora Draco, 2009. Conto.
- "Cheiro de Predador". Revista Portal Fundação, Nelson de Oliveira, ed. São Paulo, 10 de dezembro de 2009. Conto.

"Cheiro de Predador". In Terra Magazine, 4 de fevereiro de 2012, https://archive.is/g0a8N. 
- "O Ataque das Abelhas Zumbis". In Terra Magazine, 19 de dezembro de 2009, https://archive.is/sMbkM. Conto.
- Selva Brasil. São Paulo: Editora Draco, maio de 2010. Novela.
- "Arribação Rubra". Revista Portal 2001, Nelson de Oliveira, ed. São Paulo, 2 de agosto de 2010. Conto.
- "Pré-Natal". In 2054: Contos Futuristas, Márcia Olivieri, ed. São Paulo: Andross Editora, novembro de 2010. Conto.
- "Déjà-vu: O Forte". In Terra Magazine, 29 de novembro de 2008, https://archive.is/S7odS, e

https://archive.is/edZGP Conto.
"Déjà-vu: O Forte". In Time Out: Os Viajantes do Tempo, Ademir Pascale, ed. Belo Horizonte, MG: Editora Estronho, agosto de 2011. Conto.
"Déjà-Vu: O Forte". In Time Out: Os Viajantes do Tempo, Ademir Pascale, ed. Belo Horizonte, MG: Editora Estronho, 1.ª edição eletrônica, 6 de fevereiro de 2013, 1729 KB. Conto.
- "Vale-Tudo". In Duplo Cyberpunk: O Consertador de Bicicleta/Vale-Tudo, de Bruce Sterling/Roberto de Sousa Causo. São Paulo: Devir Livraria, dezembro de 2010. Noveleta.
- "A Travessia". In Duplo Fantasia Heroica: O Encontro Fortuito de van Oost e Oludara/A Travessia, de Christopher Kastensmidt/Roberto de Sousa Causo. São Paulo: Devir Livraria, dezembro de 2010. Noveleta.
- "Tempestade Solar". Revista Portal Fahrenheit, Nelson de Oliveira, ed. São Paulo, dezembro de 2010. Conto.

"Tempestade Solar". in Todos os Portais: Realidades Expandidas, Nelson de Oliveira, ed. São Paulo: Terracota Editora, novembro de 2012.
- "Trunfo de Campanha". In Assembleia Estelar: Histórias de Ficção Científica Política, Marcello Simão Branco, ed. São Paulo: Devir Livraria, fevereiro de 2011. Noveleta.
- "Os Róseos Anos-Luz". In Terra Magazine, 23 de julho de 2011, https://archive.is/CWNlg  Conto.
- "Encontros de Sangue". In Duplo Fantasia Heroica 2: A Batalha Temerária Contra o Capelobo/Encontros de Sangue, de Christopher Kastensmidt/Roberto de Sousa Causo. São Paulo: Devir Livraria, agosto de 2011. Novela.
- "Harmonia". In As Cidades Indizíveis, Fábio Fernandes & Nelson de Oliveira, eds. Rio de Janeiro: Llyr Editorial, agosto de 2011. Noveleta.
- "Incidente Racial". Terra Magazine, 6 de novembro de 2011, https://archive.is/FAQxsl. Conto.
- "Para Viver na Barriga do Monstro". In 2013: Ano Um, Alícia Azevedo & Daniel Borba, eds. Petrópolis, RJ/Praia Grande, SP: Editora Ornitorrinco/Editora Literata, abril de 2012. Conto.
- "A Alma de um Mundo". In Space Opera: Jornadas Inimagináveis em uma Galáxia não muito Distante, Hugo Vera & Larissa Caruso, eds. São Paulo: Editora Draco, agosto de 2012. Noveleta.
- "Tempestade Solar". In Todos os Portais: Realidades Expandidas, Nelson de Oliveira, ed. São Paulo: Terracota Editora, novembro de 2012. Conto.
- "Tengu e os Assassinos". In Sagas Volume 4: Odisseia Espacial, anônimo, ed. Porto Alegre: Argonautas Editora, abril de 2013. Noveleta.
- "Os Fantasmas de Lemnos". In Shiroma, Matadora Ciborgue, São Paulo: Devir Livraria, dezembro de 2015. Conto
- "Homem de Lata". In Shiroma, Matadora Ciborgue, São Paulo: Devir Livraria, dezembro de 2015. Noveleta
- "A Extração". In Shiroma, Matadora Ciborgue, São Paulo: Devir Livraria, dezembro de 2015. Noveleta (disponível no E-zine Somnium #112
- "Renegada". In Shiroma, Matadora Ciborgue, São Paulo: Devir Livraria, dezembro de 2015. Noveleta
- "Elocução Final". In A Voz dos Mundos. Galicia: Através Editora, março de 2016. Conto
- "Perturbação Interdimensional Especular em Kepler". In Crônicas da Guerra dos Muitos Mundos, 2016, Conto
- "O Novo Protótipo". Perry Rhodan Volume 41, episódio 540, SSPG, 20 de fevereiro de 2016. Conto[6]
- "Cheiro de Predador"". Perry Rhodan Volume 66, episódio 565, SSPG, 20 de fevereiro de 2018
- "Os Fantasmas de Lemnos". In Possessão Alienígena, Ademir Pascale, ed. São Paulo: Devir Livraria, 2018. Conto
- "O Laboratório do Dr. Frankenstein". Portal Galego da Língua, 15 de abril de 2019. https://pgl.gal/moderna-literatura-fantastica-brasileira-roberto-sousa-causo/ Conto
- "Garimpeiros" In Multiverso Pulp Volume 02: Ópera Espacial, Duda Falcão. Porto Alegre: Avec Editora, 2020. Conto[7]
- Shiroma: Phoenix Terra. São Paulo: Malean Studio/Selo Miskdo: 2020. Noveleta
- "Areias Eternas". Somnium nº 115, fevereiro de 2021. Conto https://clfc.com.br/Somnium115.pd Conto

### Romances
- A Corrida do Rinoceronte. São Paulo: Devir Livraria, outubro de 2006. Romance de fantasia contemporânea.
- Anjo de Dor. São Paulo: Devir Livraria, dezembro de 2009. Romance de horror tipo dark suspense.
- Glória Sombria: A Primeira Missão do Matador. São Paulo: Devir Livraria, abril de 2013. Ilustrações internas de Vagner Vargas. Romance curto de ficção científica tipo space opera militar.
- Mistério de Deus. São Paulo: Devir Livraria: abril de 2017. Romance de horror tipo dark fantasy.
- Mestre das Marés. São Paulo: Devir Livraria: outubro de 2018. Romance de ficção científica tipo space opera militar.

### Antologias e Coletâneas
- Dinossauria Tropicalia. São Paulo: Edições GRD, 1994. Antologia.
- Estranhos Contatos: Um Panorama da Ufologia em 15 Narrativas Extraordinárias. São Paulo: Caioá Editora, dezembro de 1998. Antologia.
- Histórias de Ficção Cientifica. São Paulo: Editora Ática, 2005. Ilustrações internas de Sam Hart. Antologia.
- Os Melhores Contos Brasileiros de Ficção Científica. São Paulo: Devir Livraria, 2007. Antologia.
- Rumo à Fantasia. São Paulo: Devir Livraria, 2009. Antologia.
- Contos Imediatos. São Paulo: Terracota Editora, 2009. Antologia.
- Os Melhores Contos Brasileiros de Ficção Científica: Fronteiras. São Paulo: Devir Livraria, 2009. Antologia.
- As Melhores Novelas Brasileiras de Ficção Científica. São Paulo: Devir Livraria, 2011. Antologia.
- Brasa 2000 e Mais Ficção Científica, São Paulo: Editora Patuá, 2020. Coletânea.

### Não Ficção
- Ficção Científica, Fantasia e Horror no Brasil: 1875 a 1950. Belo Horizonte: Editora UFMG, série Origens, 2003.
- "Esboço de uma História da Crítica de Ficção Científica no Brasil". In Cartografias Para a Ficção Científica Mundial: Cinema e Literatura, organizado por Alfredo Luiz Suppia. São Paulo: Alameda Editorial, 2017. Ensaio.